# Islandia en los Juegos Olímpicos de México 1968
Islandia estuvo representada en los Juegos Olímpicos de México 1968 por un total de 8 deportistas que compitieron en 3 deportes.  
El portador de la bandera en la ceremonia de apertura fue el atleta Guðmundur Hermannsson. El equipo olímpico islandés no obtuvo ninguna medalla en estos Juegos.